# NGC 5022
NGC 5022 è una galassia a spirale o a spirale barrata a circa 159 milioni di anni luce in direzione della costellazione della Vergine. Poiché appare di taglio alla vista dalla Terra, non c'è accordo sulla sua classificazione morfologica.
Mostra segni di passata interazione con la galassia NGC 5018. Con essa e le galassie ESO 576-8, PGC 140148 e PGC 140150 formerebbe un piccolo gruppo, a sua volta membro del Gruppo di NGC 5044.
Ha una magnitudine apparente nel visibile pari a 10,9 e dimensioni di 2,5 × 0,4 arcominuti.
NGC 5022 fu scoperta da Ernst Wilhelm Tempel il 31 marzo 1881.